# Baros 6
Het kampement Baros 6 ook bekend als het Depot Mobiele Artillerie in Tjimahi, was tijdens de Japanse bezetting van Nederlands-Indië in de periode van maart 1942 tot 8 juli 1942 een interneringskamp. Het kamp lag ten zuiden van de spoorlijn aan de Barosweg en de Willemstraat nabij de kampong Baros (Baros, Sukabumi). Het kamp bestond uit 80 woonhuizen alsmede instantiegebouwen op een militair kampement. Het kamp was omheind door prikkeldraad.
Het kamp fungeerde achtereenvolgens als krijgsgevangenenkamp (maart 1942 -juli 1942), vrouwenkamp (december 1942 - augustus 1944), jongenskamp (juli 1944 - april 1945) en jongenskamp plus centraal kampziekenhuis (april - augustus 1945). 